# Glikokonjugat
Glikokonjugat je generalna klasifikacija za ugljene hidrate kovalentno vezane sa drugim hemijskim jedinjenjima.
Glikokonjugati imaju važne biološke uloge. Oni se sastoje od više različitih kategorija kao što su glikoproteini, glikopeptidi, peptidoglikani, glikolipidi, i lipopolisaharidi. Oni učestvuju u interćelijskim interakcijama, što obuhvata ćelijsko prepoznavanje i interakcije ćelijskog–matriksa.